# Il bagno del cavallo
Il bagno del cavallo (El baño del caballo, noto anche sotto il titolo di Il cavallo bianco) è un olio su tela di Joaquín Sorolla y Bastida, di 205 x 250 cm. Dalla firma risulta datato 1909 ed è attualmente conservato presso il Museo Sorolla di Madrid.

## Storia
Fa parte della serie di dipinti di spiaggia che il pittore realizzò al Cabañal di Valencia al suo ritorno dagli Stati Uniti d'America.
Questa serie di tele che egli dipinse durante l'estate del 1909 comprende altre opere come Passeggiata in riva al mare.

## Descrizione e stile
Il pittore adotta un punto di vista elevato rispetto alla scena, tecnica abituale da parte di Sorolla, e lo pone a livello della testa del giovanotto che tiene la briglia del cavallo, gruppo che forma un primo piano lungo e inclinato che riduce la linea dell'orizzonte a una modesta frangia. Verosimilmente, in questo modo, l'artista evita la visione del cielo chiaro di Valencia e centra l'attenzione di chi guarda sulla sabbia della spiaggia e sulla linea ondulante dell'acqua, con le sue ombre, i riflessi della luce, che Sorolla sapeva rendere magistralmente con un colpo di pennello impastato, leggero e agile.